# Schietpartij bij de Grover Cleveland Elementary School op 29 januari 1979
De schietpartij bij de Grover Cleveland Elementary School was een gebeurtenis op  29 januari 1979 in San Diego, Verenigde Staten, waarbij een zestienjarig meisje met een geweer acht kinderen en een politieagent verwondde en twee volwassenen doodde.

## Gebeurtenis

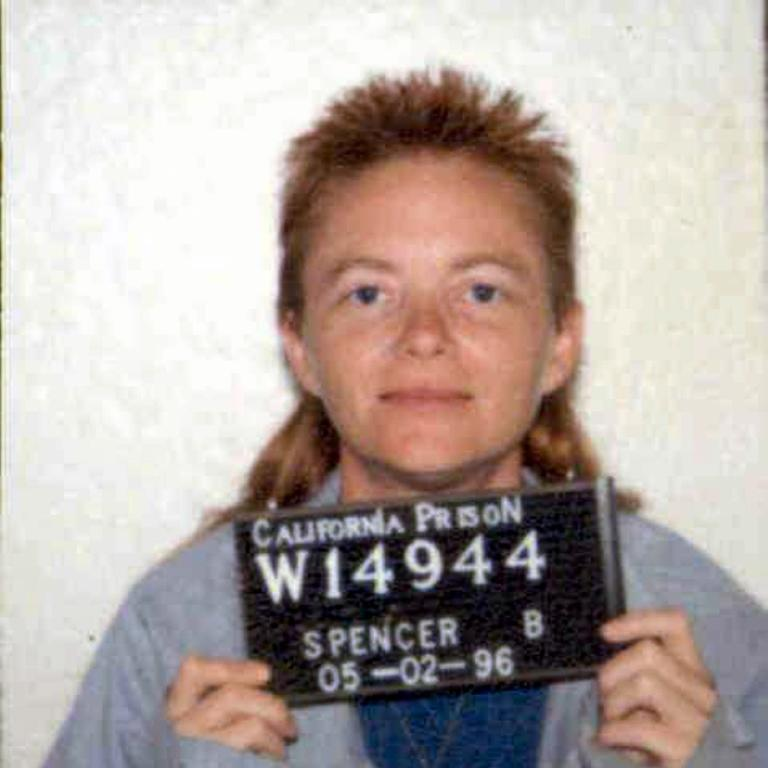
Spencers gevangenisfoto uit 1996

Brenda Ann Spencer (San Diego, 3 april 1962), een toen zestienjarig meisje, woonde bij haar ouders tegenover de lagere school Grover Cleveland. Op de desbetreffende dag schoot zij vanuit haar ouderlijk huis lukraak op kinderen en volwassenen op de speelplaats van deze school.
Toen het drama na zes uur voorbij was en naar haar motieven gevraagd werd, antwoordde zij: "Ik houd niet van maandagen, dit brengt tenminste wat leven in de brouwerij." Verder zei ze nog dat ze niet echt een reden had gehad maar voor de lol had geschoten en dat de kinderen wel een groep eenden leken, zodat het volgens haar heel gemakkelijk was geweest om ze neer te schieten ("It was just like shooting ducks in a pond").
Later beweerde ze onder de invloed te zijn geweest van alcohol en PCP.

## Veroordeling
Spencer bekende schuldig te zijn aan dubbele moord en geweldpleging met een dodelijk wapen en kreeg een levenslange gevangenisstraf opgelegd, een straf die ze uitzit in het California Institution for Women in Corona.
Spencer is sinds zij vastzit meerdere keren geëvalueerd voor voorwaardelijke invrijheidstelling. Dit werd elke keer afgewezen.

## Trivia
- Spencer had het geweer waarmee ze haar daad pleegde gekregen met de kerst.[1]
- Haar misdaad, haar gebrek aan spijt en het feit dat ze geen fatsoenlijke verklaring voor haar daad had, vormden de inspiratie voor het nummer I Don't Like Mondays van The Boomtown Rats, geschreven door zanger Bob Geldof.[4] Het nummer werd in de jaren tachtig door veel radiostations op maandagen gedraaid, en werd in 2001 gecoverd door Tori Amos.